# Kevin Gage
Kevin Gage (nacido como Kevin Gaede; Wisconsin, 26 de mayo de 1959) es un actor estadounidense conocido por su papel en la película Heat, interpretando a Waingro.

## Vida privada
Gage estuvo casado con la actriz Kelly Preston desde 1985 a 1987.
El 30 de julio de 2003, Gage fue sentenciado a 41 meses en una prisión federal, comenzando el 29 de septiembre de ese año, por cultivar marihuana a pesar de tener una licencia de California para marihuana medicinal. Gage declaró que cultivaba cannabis medicinal para lidiar con el dolor y estrés de las heridas sufridas en un accidente automovilístico en 1993, y también por una hermana con cáncer y un hermano con esclerosis múltiple. Fue liberado el 21 de septiembre de 2005.

## Filmografía

### Cine
| Año  | Título               | Rol                   | Notas           |
| ---- | -------------------- | --------------------- | --------------- |
| 1986 | SpaceCamp            | Consejero #2          |                 |
| 1987 | Steele Justice       | Sargento del ejército |                 |
| 1989 | The 'Burbs           | Policía               |                 |
| 1994 | Last Resort          | Asesino               | Directo a video |
| 1995 | Heat                 | Waingro               |                 |
| 1997 | Con Air              | Billy Joe             | Sin acreditar   |
| 1997 | G.I. Jane            | Instructor Pyro       |                 |
| 1997 | Impacto mortal       | Agente Burke          |                 |
| 1998 | Gunshy               | Ward                  |                 |
| 1998 | Point Blank          | Joe Ray               |                 |
| 1998 | Strangeland          | Mike Gage             |                 |
| 1999 | Junked               | Crow                  |                 |
| 2000 | Ricky 6              | Pat Pagan             |                 |
| 2001 | Blow                 | Leon Minghella        |                 |
| 2001 | Ticker               | Pooch                 |                 |
| 2001 | Knockaround Guys     | Brucker               |                 |
| 2002 | May                  | Papa Canady           |                 |
| 2002 | American Girl        | Comisario Richard     |                 |
| 2004 | Lightning Bug        | Earl Knight           |                 |
| 2004 | Paparazzi            | Kevin Rosner          |                 |
| 2005 | Chaos                | Chaos                 |                 |
| 2007 | Cosmic Radio         | Hank                  |                 |
| 2007 | Sugar Creek          | Sheriff Worton        |                 |
| 2007 | Big Stan             | Bullard               |                 |
| 2008 | Amusement            | Tryton                |                 |
| 2008 | Exact Bus Fare       | McManus               |                 |
| 2009 | Kill Theory          | The Killer            |                 |
| 2009 | Born That Way        | Jake Green            |                 |
| 2009 | Laid to Rest         | Tucker Smith          |                 |
| 2009 | La Linea             | Wire                  |                 |
| 2010 | The Killing Jar      | Hank                  |                 |
| 2010 | Happiness Runs       | Hipnotizador          |                 |
| 2010 | Chasing 3000         | Cocinero              |                 |
| 2013 | American Girls       | Juez Joe Gordon       |                 |
| 2014 | The Gambler          | The Gambler           |                 |
| 2015 | Fear Clinic          | Gage                  |                 |
| 2015 | Misfortune           | Mallick               |                 |
| 2015 | Jurassic City        | Doyle                 |                 |
| 2016 | My Father, Die       | Tank                  |                 |
| 2016 | The Owl in Echo Park |                       |                 |
| 2016 | Painter              | Evan Cain             |                 |
| 2016 | The Senate Hearing   | Riley Cohen           |                 |

### Televisión
| Año  | Título              | Rol            | Notas                                            |
| ---- | ------------------- | -------------- | ------------------------------------------------ |
| 1986 | Highway to Heaven   | Chico #1       | Temporada 2, episodio 23 ("Children's Children") |
| 1987 | Werewolf            | Actor          | 2 episodios                                      |
| 1988 | L.A. Law            | Calvin Sholes  | Temporada 3, episodio 3 ("Romancing the Drone")  |
| 1995 | Renegade            | Richie Pasko   | Temporada 3, episodio 12 ("Den of Thieves")      |
| 1996 | Nash Bridges        |                | Temporada 2, episodio 7 ("Night Train")          |
| 1998 | Martial Law         | Dwight Merill  | Temporada 1, episodio 1 ("Breakout")             |
| 1999 | V.I.P.              | Frank Newsom   | Temporada 2, episodio 6 ("Valma and Louise")     |
| 2001 | Going to California | Actor          | Temporada 1, episodio 6 ("Apocalypse Cow")       |
| 2002 | Firefly             | Stitch Hessian | Temporada 1, episodio 4 ("Jaynestown")           |
| 2003 | Smallville          | Pine           | Temporada 2, episodio 12 ("Insurgence")          |
| 2006 | CSI: Miami          | Charlie Pelson | Temporada 4, episodio 21 ("Dead Air")            |
| 2006 | Love's Abiding Joy  | John Abel      | Película para televisión                         |
| 2007 | The Nine            | Finn Stanton   | Temporada 1, episodio 12 ("Legacy")              |
| 2013 | Banshee             | Lance Mangan   | 2 episodios                                      |
| 2014 | Sons of Anarchy     | Hench          | Temporada 7, episodio 12 ("Red Rose")            |
| 2015 | Amnesia             | Tom            | Temporada 1, episodio 1 ("Awakening")            |

### Videojuegos
| Año  | Título               | Rol              | Notas |
| ---- | -------------------- | ---------------- | ----- |
| 2013 | Call of Duty: Ghosts | Gabriel T. Rorke |       |